# Hermenegildo Anglada Camarasa
Hermenegildo Anglada Camarasa (Barcelona, 11 de septiembre de 1871 - Puerto de Pollensa, 7 de julio de 1959) fue un pintor español, destacado representante del modernismo catalán.

## Biografía
Hermenegildo Anglada Camarasa estudió el arte de la pintura primero con Tomás Moragas y luego con Modest Urgell en la Escuela de Bellas Artes de Barcelona. Desde 1888, pasó varias estancias en Arbucias, donde pintó paisajes y participó en veladas promovidas por Víctor Balaguer. 

En los inicios del siglo XX estableció su estudio en París, años que fueron de una gran lucha por reivindicar y mejorar su capacidad pictórica, asistiendo a la Académie Julian. Su primera exposición individual fue en el 1894 en la Sala Parés de Barcelona.

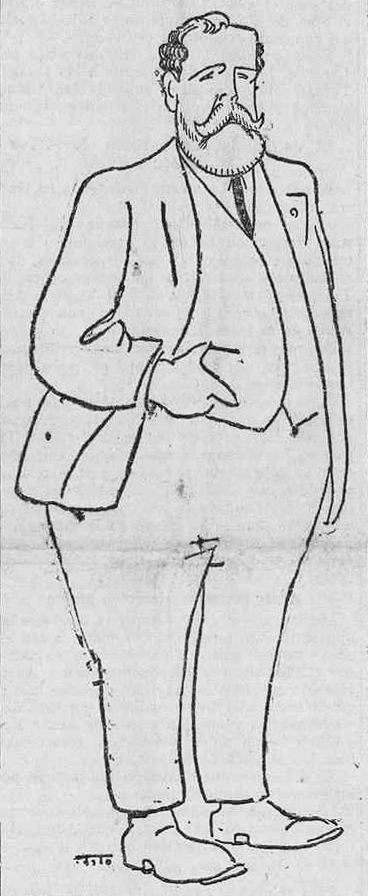
Retratado por Tito (La Libertad, 1923)

En 1901 tras participar en la Exposición Internacional de Dresde, en la cual coincidió con Ignacio Zuloaga y Francisco Iturrino, obtuvo renombre mundial. Fue premiado en varias exposiciones internacionales, destacando las Medallas de Oro en la Bienal de Venecia de 1907 y en Buenos Aires en 1910. Estos logros le permitieron dar clases a varios alumnos meritorios procedentes de diversos países, entre ellos pueden contarse a los argentinos Tito Cittadini y Raúl Mazza o el uruguayo José Cuneo. Al estallar la Primera Guerra Mundial, fijó su residencia en Mallorca. Durante la guerra civil española prácticamente se refugió en el Monasterio de Santa María de Montserrat. Entre 1939 y 1947 estuvo exiliado en Francia, regresando después a Mallorca.
Fue Anglada Camarasa admirado por el escritor ruso Máximo Gorki y el director teatral Vsévolod Meyerhold, hasta el punto de que el segundo realizó en San Petersburgo una escenografía basada en la obra del pintor catalán. Por tanto, contacta tras su viaje a Moscú en 1914, con la sensibilidad rusa de la época.
Gran parte de su obra está adscrita al modernismo y, en lo concerniente a tal estilo artístico, los valores cromáticos quedan en ella supeditados a lo suntuario y ornamental, con abundancia de motivos orientalizantes. En tal caso, Anglada Camarasa es todavía un representante de la Belle Époque; sin embargo, supo acompañar la evolución del arte durante la primera mitad del siglo XX aproximándose moderadamente a las vanguardias de ese siglo sin abandonar, por ello, cierto toque impresionista. Entre los elementos vanguardistas que se encuentran en su obra están el tratamiento artificioso de la luz y el recurso a densos empastes que le han caracterizado (el esmaltismo de Anglada Camarasa).
La singularidad de su trabajo se reforzó cuando en 1913 inició su residencia en las islas Baleares hasta donde le acompañó su aventajado discípulo Tito Cittadini, y fue seguido por el pintor mallorquín Joan Fuster Bonnin. En 1916 quedaba fundada por ellos la Escuela de Pollensa. 
En la pintura de Anglada Camarasa se distinguen diversas épocas:

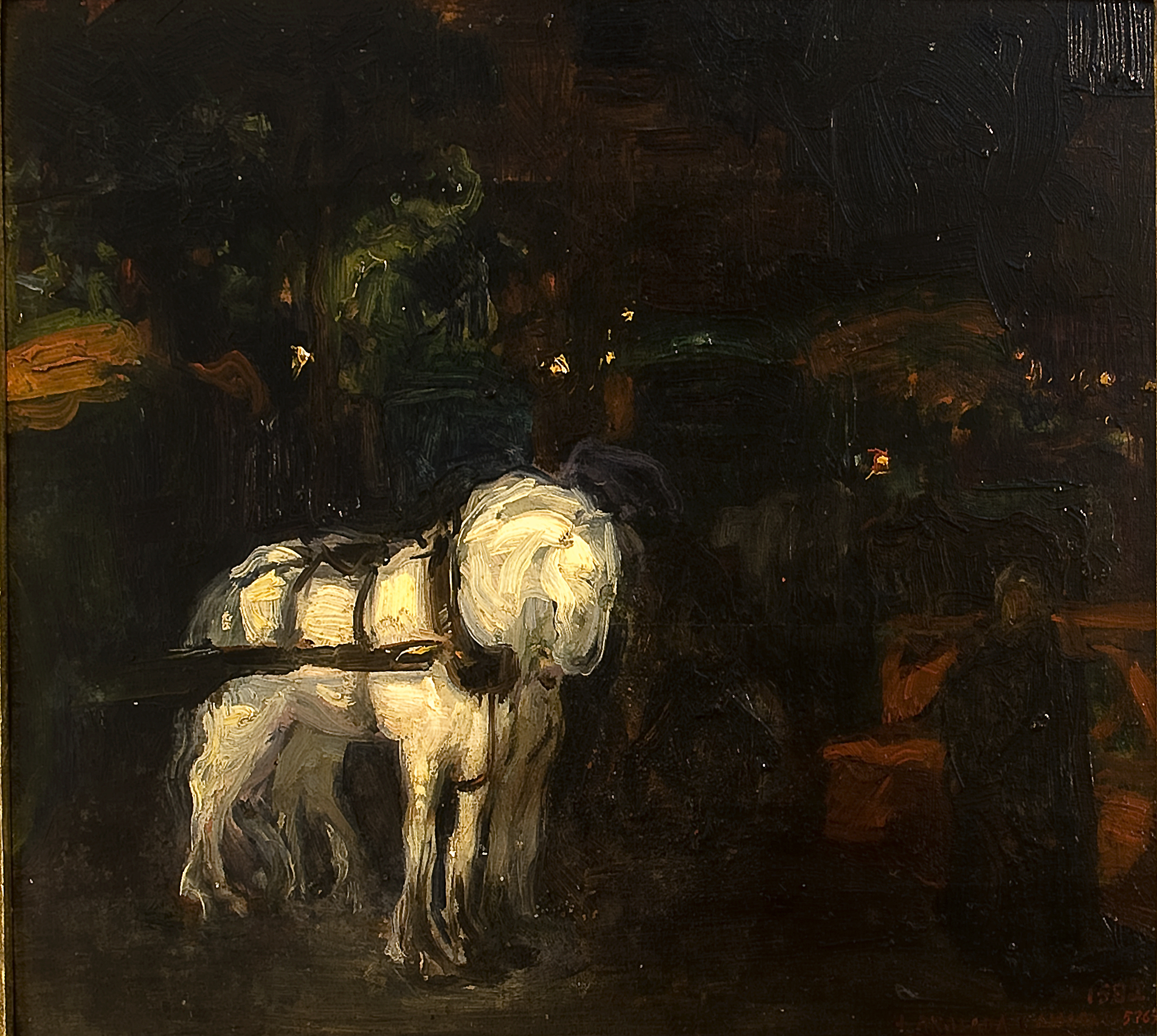
Efecto de noche. París (1901). Biblioteca Museo Víctor Balaguer

- Época catalana (1885-1894). Se inicia en el paisaje, de estilo naturalista. En esta se formó en el arte de la pintura con las enseñanzas de Modest Urgell y,  más tarde, en la Escuela de Bellas Artes de Barcelona.

- Primera época parisina (1894-1904). Su pintura evoluciona desde el verdeante paisajismo anterior al acusado colorido de la vida nocturna parisina. Se dedica a representar la vida galante de París mediante figuras difuminadas en los ambientes nocturnos de la Belle Epoque, captando también los estragos de la droga en las mujeres y el novedoso alumbrado eléctrico. Asimismo, pinta escenas de la vida gitana y temática ecuestre. Gana, en este momento, gran parte de su fama a causa de su visión modernista del mundo frívolo de París.[2]

- Segunda época parisina (1904-1914). Las escenas de París dejan paso a representaciones del folclore valenciano, tratando estos temas con gran exuberancia y colorido. También realiza sofisticados retratos, en los que acompaña las figuras femeninas con mantones y motivos florales, y representa algunos desnudos con delicadeza y sensualidad. Por lo general, tenderá a aumentar formatos, a escoger colores de gran intensidad y a construir composiciones complejas. En el Museo Carmen Thyssen Málaga podemos encontrar un ejemplo de este periodo.  La obra Baile gitano (1914-1921) representa a una bailaora bailando al compás de tres guitarristas, captando toda la atención de la obra el vestido colorido de la gitana.[3]

- Época mallorquina (1914-1936). Anglada Camarasa se ve obligado a mudarse a Mallorca huyendo de la Gran Guerra. Se centra en los paisajes de Mallorca. Representa ambientes campesinos y costeros, alejando de sus lienzos la figura humana. También dedica una serie a los peces y fondos del mar, representados con vivos colores y brillos. Interpreta, en ese momento, el paisaje como un gran decorado. Tras la Primera Guerra Mundial su arte se reorienta hacia Estados Unidos, exponiendo en Washington en 1924 y en Nueva York en los años 1925 y 1926, entre otros.

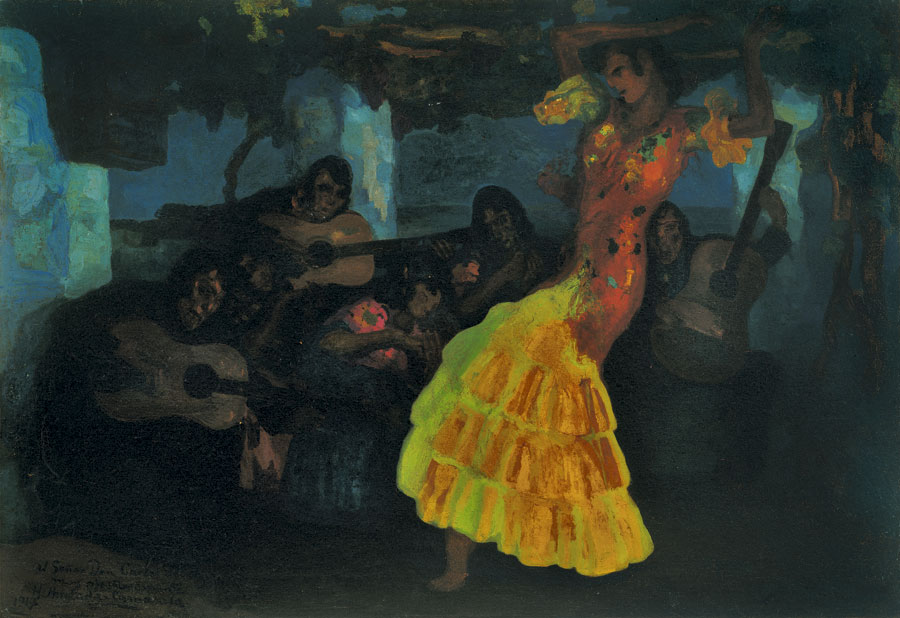
Baile gitano, óleo sobre lienzo, Anglada Camarasa (1914)

- Época del exilio (1936-1947). Tras caer Mallorca en manos del bando sublevado, Anglada Camarasa, conocido republicano, se traslada a Barcelona y encuentra en los relieves de Montserrat una nueva fuente para su decorativismo. Se dedica, además, a pintar bodegones de flores. Sin embargo, acaba por exiliarse a Francia, a Pougues-les-Eaux, donde sus obras, a pesar de destacar por su brillantez anterior, se desconectan cada vez más de la línea internacional.

De regreso a Mallorca en 1947, vuelve a la temática paisajística, aunque ya realiza pocas obras aquejado por su avanzada edad. 

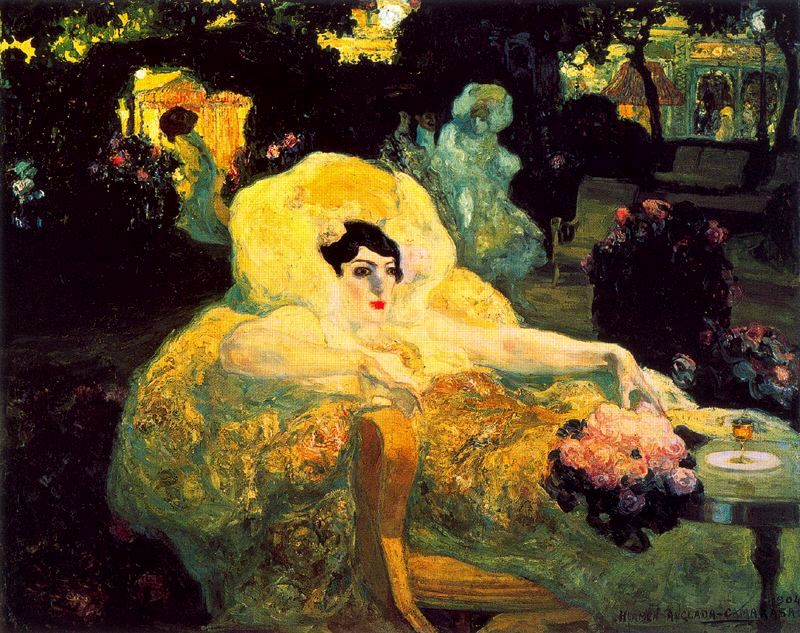
La mujer (1904)

Murió en 1959 en Puerto de Pollensa (Mallorca).
En 1967 su casa se abrió al público como museo privado. En 1991 su obra conservada en dicho museo fue adquirida por la Obra Social "La Caixa" de Fundació La Caixa. Actualmente su obra se exhibe en la sede de la Fundació La Caixa de Palma de Mallorca, conocida como el Gran Hotel.